# Cody Simpson
Pour les articles homonymes, voir Simpson.
 (août 2014).
Si vous disposez d'ouvrages ou d'articles de référence ou si vous connaissez des sites web de qualité traitant du thème abordé ici, merci de compléter l'article en donnant les références utiles à sa vérifiabilité et en les liant à la section « Notes et références ».
Cody Simpson est un chanteur de folk et rock et nageur australien, né le 11 janvier 1997 à Gold Coast.
Il est notamment connu pour son clip iYiYi, avec Flo Rida extrait de son premier EP, 4U. Son second clip, Summertime, connait également un grand succès. Ces deux singles ont été certifiés disque de platine. En janvier 2011, il dévoile A 2d Chance At Love qui fut de nouveau un succès sur YouTube. Son single On My Mind quant à lui a été classé numéro 1 sur iTunes.

## Biographie
Cody Robert Simpson est né le 11 janvier 1997 à Gold Coast. Il est le fils aîné de Brad et Angie Simpson. Il a une sœur, Alli Simpson, née le 24 avril 1998, et un frère, Tom, né le 4 février 2004.
Il s'intéresse à la musique très tôt (dès 6 ans) et chante sa première chanson à 12 ans. Il a également eu sa première guitare à l'âge de 7 ans. Son professeur de musique et de chant (Ram Sefer) l'a beaucoup encouragé et croyait en lui. Il enregistre ses premières chansons dans sa chambre au cours de l'été 2009 sur YouTube. Il reprend des chansons célèbres telles que I'm Yours de Jason Mraz et Cry Me a River et Señorita de Justin Timberlake, mais chante aussi ses propres chansons. Il interprète I'm Yours de Jason Mraz au spectacle de son école avec une amie de sa sœur. Il est découvert sur Internet par Shawn Campbell, producteur, notamment, de Jay-Z.
Il a étudié à la All Saints Anglican School
Cody a été influencé par des artistes tels que Justin Timberlake, Michael Jackson, Jack Johnson ou encore Bruno Mars.

### Nageur de haut niveau
Ses autres passions sont le surf et la natation. C’est un athlète récompensé par deux médailles d'or lors du tournoi de natation de Queensland en 2009 mais il arrête sa carrière dès ses 12 ans pour se consacrer à la musique. 
En 2020, il révèle qu'il veut replonger dans les bassins et viser une participation aux Jeux olympiques de Paris 2024. Il reconnaît avoir eu le déclic fin 2019 après avoir suivi une course dans un hôtel. Grâce à son réseau, il s'entoure des conseils des grands champions tels Michael Phelps et Ian Thorpe pour préparer son retour dans les bassins. Fin 2020, il décroche sa place en sélection australienne du 100 m papillon.

### Vie privée
En octobre 2019, il officialise son couple avec la chanteuse américaine et amie de longue date, Miley Cyrus. Cependant, ils se séparent en août 2020, mais restent de très bons amis.

## Carrière musicale

### 2010 - 2011
Cody sort son premier single iYiYi (avec le rappeur américain Flo Rida) le 1er juin 2010 sur la plateforme iTunes. Le clip vidéo est sorti sur YouTube le 30 juin 2010. Ce single rencontre beaucoup de succès. Il sort son deuxième single Summertime le 20 septembre 2010. Cody emménage en juin 2010 à Los Angeles avec sa famille pour développer sa carrière.
L'EP album 4U parait le 21 décembre 2010 sur iTunes. Le 22 juin 2010, sa participation à la Tournée de Camplified 2010 est annoncée. Ainsi, il parcourt les États-Unis en compagnie d'autres artistes. La tournée commence le 5 juillet 2010 et s'arrête le 14 août 2010. Par la suite, Il tourne en duo avec Greyson Chance à l'occasion du "Waiting 4 U Tour".
D'après Shawn Campbell, le producteur musical exécutif d'Atlantic Records, Cody aurait enregistré plus de 40 chansons pour son premier album. Cody a passé énormément de temps en studio (avec Lil Eddie, le producteur de Jay Sean) pour s'assurer que l'album soit bien fait.
Début avril 2011, Cody dévoile  son nouveau single « On My Mind » pendant un LiveChat, puis, le clip sort le 17 juin 2011. Septembre 2011 marque le début d'une nouvelle aventure pour le jeune Australien. Il signe avec le manager de Justin Bieber, Scooter Braun sous Scooter Braun Projects et ce, pour une période indéterminée. Il sera représenté en France par le label Major WEA (Warner Music France).
Durant l'été 2011, il fait le tour des États-Unis avec sa tournée des centres commerciaux "Coast to Coast". Le 20 septembre 2011 marque la sortie de son deuxième EP, portant le même nom que sa tournée.
Le 2 février 2012, débute sa tournée "Welcome To Paradise" à Boston. Il voyage ainsi durant tout le mois de février avec Jessica Jarrell, et passe même au Canada pour faire deux spectacles, l'un à Toronto et l'autre à Montréal. Il termine sa tournée le 26 février à Orlando en Floride.

### 2012 - 2013
Le 13 mars 2012, il sort "So Listen" en featuring avec T-Pain et le 28 avril, il sort "Angels and Gentlemen", sa première mixtape. Le 12 juin 2012, il sort un EP "Preview To Paradise" et le 5 juillet, il part en tournée avec Big Time Rush à l'occasion de 56 spectacles pour le "Big Time Summer Tour". Cette tournée prend fin le 21 septembre 2012.
Le 2 octobre 2012, il sort son deuxième album, "Paradise" qui contient 10 chansons : "Paradise", "Got Me Good", "Be The One", "Hello", "Tears In Your Pillow", "Wish You Were Here" (en featuring avec Becky G) , "I Love Girls", "Back To You", "Summer Shade" et "Gentleman". L'album compte aussi 3 bonus-tracks.
Au cours de l'année 2013, il participe à la première partie du Believe Tour de Justin Bieber au côté de la chanteuse découverte par ce dernier, Carly Rae Jepsen. Il les rejoint pour la tournée depuis les dates de l'Irlande, et celle-ci s'achève en France le 19 mars 2013.
Le 17 juin 2013, Cody sort le clip de "Summertime Of Our Lives" réalisé par The Young Astronauts et le 16 juillet 2013, il sort son troisième album, "Surfers Paradise" qui atteint la dixième position des ventes. Cet album contient huit chansons dont deux featurings : "Imma Be Cool" (avec Asher Roth) et "Love" (avec Ziggy Marley). En novembre 2013, Cody sort "The Acoustic Sessions", un EP reprennant cinq de ses grands tubes en version acoustique.
En 2013, Sa chanson "La Da Dee" est utilisée dans le film d'animation L'Île des Miam-nimaux : Tempête de boulettes géantes 2.
Le 25 septembre 2013, Billboard annonce que Cody occupe la neuvième place des stars influentes de moins de 18 ans.

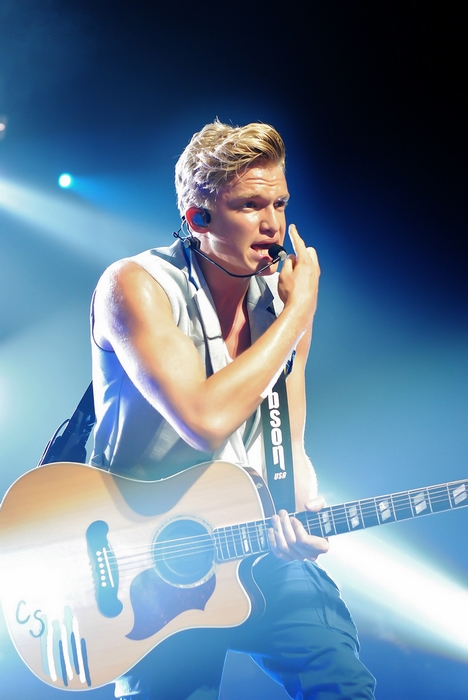
Cody Simpson au Métropolis de Montréal

### 2014
En 2014, Cody participe avec Witney Carson, une danseuse professionnelle, à la 18e saison de Danse avec les stars version américaine. La saison commence le 17 mars et Cody est éliminé au bout de la cinquième semaine. Il finit donc à la neuvième place du concours. Le 18 mars 2014, Cody sort "Surfboard".
En août 2014, Cody révèle avoir mis fin au contrat qui le liait avec son label Label Warner/Atlantic. Cette rupture serait due à des divergences internes entre Cody et sa maison de disques en ce qui concerne la direction artistique de son prochain album. En effet, Atlantic Records souhaiterait faire de Cody une prochaine pop star alors que celui-ci voudrait diriger sa carrière vers un style plus alternatif et acoustique. D'ailleurs, Cody poste sur Twitter : "Enfin libre. Pour l'instant, je suis un artiste indépendant. Aie un projet très chouette qui arrive cette année et je travaille sur mon premier réel album. Plus de beats. Pas de danseurs. Juste moi à la guitare accompagné de mon groupe. Ce que je voulais faire depuis toujours". Dans une interview pour le Daily Telegraph, Cody déclare à propos de son émancipation : "Les choses reprennent. C'est juste comme si j'étais dans une nouvelle phase de ma carrière et je commence à faire les choses comme je l'entends musicalement et sur le plan créatif. (...) J'essaye de faire quelque chose de nouveau. Il est temps pour moi de trouver un nouveau chez-moi, une nouvelle équipe, quelque chose de frais sur mon projet et une vision qui corresponde à la mienne". (...) Ça va être un grand pas pour moi musicalement. C'est difficile, c'est comme si je poussais sur un bouton pour faire machine arrière et que je revenais à mes racines".
Le 19 juin, Cody part en tournée dans toute l'Europe à l'occasion de 18 dates pour "The Acoustic Sessions Tour". Il commence par Helsinki, puis, passe par Bruxelles ou encore Londres pour terminer à Lisbonne, le 14 juillet. En août 2014, Cody prépare un projet acoustique avec Justin Bieber sous la direction de leur manager Scooter Braun. Cody annonce dans une interview pour Le Daily Telegraph : "C'était juste nous (Justin Bieber et lui) en train d'écrire. J'ai joué tous les morceaux. Nous sommes capable d'écrire de très belles chansons ensemble. C'est quelque de plutôt acoustique... C'était une belle expérience".
En septembre 2014, Cody Simpson est à la treizième place du "21 Under 21" de Billboard, classement qui reprend 21 stars influentes de moins de 21 ans. Cody Simpson fait partie de celui-ci pour la quatrième fois consécutive.
Le 11 novembre 2014, Justin Bieber et Cody Simpson sortent "Home to Mama" sur la plateforme Fahlo. Plus tard, leur collaboration fait son apparition sur Spotify.

### 2015
Le 5 février 2015, Cody Simpson sort un single, "Flower", sortit sur le label de Cisco Adler, Bananabeat Records. La pochette de la chanson a été créée par Miley Cyrus, amie proche du chanteur.
Le 2 mars 2015, il sort le vidéoclip de son nouveau single "New Problems". En moins de 48 heures, elle atteint les 45 000 vues sur YouTube.  Dans cette chanson, on peut se rendre compte vers quel style musical il se tourne, le son qu'il disait vouloir atteindre.
Le 4 mars il annonce son EuropeTour pour la sortie de son album "Free".
10 juillet 2015, le premier album indépendant de Cody Simpson, "Free" fait son apparition sur les plateformes de téléchargement. Cet album aux sonorités rock sort sous le label "Coast House / Bananabeat Records" et est produit par Cisco Adler.

### 2016 à 2018
Le 29 septembre 2017, après environ deux ans d'absence, Cody Simpson sort "Wave One", un EP de 4 titres. Cet album est réalisé en collaboration avec son nouveau groupe Cody & The Tide, composé de Cody Simpson (chant, guitare), Adrian Cota (batterie) et Shareef "Reef" Addo (guitare basse). Le groupe sort également "White Christmas", en novembre 2017.

### Depuis 2019
En octobre 2019 il remporte la première saison de la version australienne de Masked Singer.

## Discographie

### Singles
- Iyiyi (2010)
- All Day (2011)
- On My Mind (2011)
- Not Just You (2011)
- Angel (2011)
- Got Me Good (2012)
- Wish U Were Here (2012)
- Pretty Brown Eyes (2013)
- Summertime Of Our Lives (2013)
- La Da Dee (2013)
- Love (2014)
- Surfboard (2014)
- Home To Mama (2014)
- Flower (2015)
- New Problems (2015)
- Thotful (2015)
- White Christmas (2017)
- Underwater (2018)
- Please Come Home For Christmas (2019)
- Golden Thing (2019)
- Captain's Dance With The Devil (2020)
- Hoochie Coochie Man (2020)
- High Forever (2020)
- Christmas Dreaming (2020)
- When The Lights Go Down (2022)
- Nice To Meet You (2022)
- Let Go (2022)
- On My Mind (Forever Version) (2024)

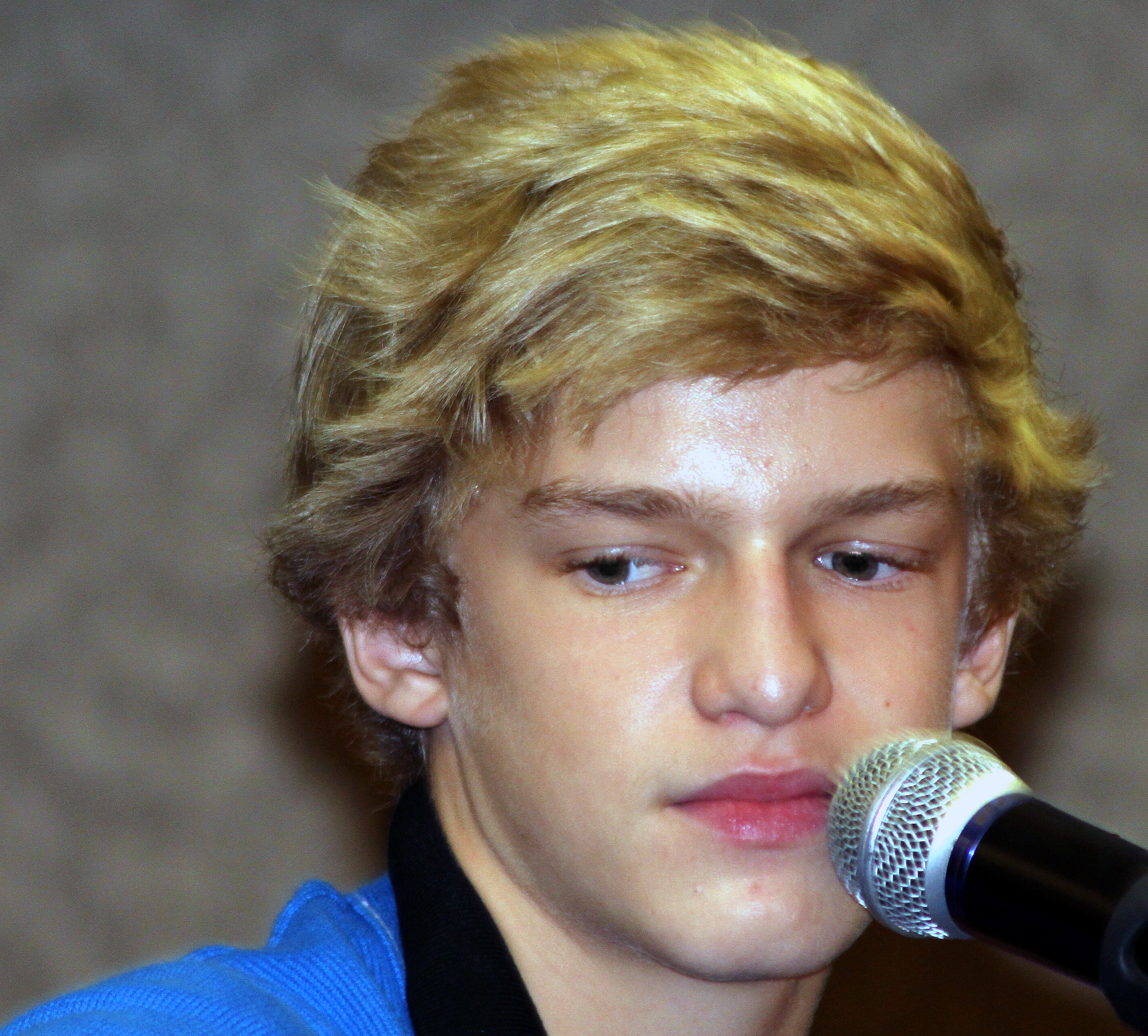
Cody Simpson en juin 2011

- Fly (2024)

### Clips Vidéos
| Année | Chanson                        | Réalisateur                                 |
| ----- | ------------------------------ | ------------------------------------------- |
| 2010  | iYiYi (avec Flo Rida)          | Mark Staubach                               |
| 2010  | Summertime                     | ?                                           |
| 2011  | All Day (avec Jessica Jarrell) | David Ovenshire                             |
| 2011  | On My Mind                     | Travis Kopach                               |
| 2011  | Not just You                   | Roman White                                 |
| 2011  | Angel                          | Cody Simpson & Matt Graham                  |
| 2011  | What you Want                  | Cody Simpson, Matt Graham & Florent Déchard |
| 2012  | Got Me Good                    | Cameron Duddy                               |
| 2012  | Wish U Were Here               | Cameron Duddy                               |
| 2013  | Pretty Brown Eyes              | Cameron Duddy                               |
| 2013  | Awake All Night                |                                             |
| 2013  | Summertime Of Our Lives        |                                             |
| 2013  | La Da Dee                      |                                             |
| 2014  | Surfboard                      |                                             |
| 2015  | Flowers                        |                                             |
| 2015  | New Problems                   |                                             |
| 2015  | Thotful                        |                                             |
| 2015  | Happy Lil' Happie, Livin Easy  |                                             |

## Récompenses et Nominations
| Année | Type                                           | Récompense                           | Résultat   |
| ----- | ---------------------------------------------- | ------------------------------------ | ---------- |
| 2010  | Nickelodeon Australian Kids Choice Awards 2010 | Fresh Aussie Musos                   | Lauréat    |
| 2010  | Breakthrough Of The Year Awards 2010           | Breakthrough Internet Sensation      | Lauréat    |
| 2010  | J-14 Teen Icon Awards 2010                     | Iconic Fan Favorite                  | Nomination |
| 2010  | J-14 Teen Icon Awards 2010                     | Icon of Tomorrow                     | Nomination |
| 2010  | Capricho Awards 2010                           | International Singer                 | Nomination |
| 2010  | Hollywood Teen TV Awards                       | Teen Pick Music: Male Artist         | Nomination |
| 2011  | Nickelodeon Australian Kids Choice Awards 2011 | Super Fresh Award                    | Lauréat    |
| 2011  | Nickelodeon Australian Kids Choice Awards 2011 | Aussie Musos                         | Lauréat    |
| 2011  | Nickelodeon Australian Kids Choice Awards 2011 | Awesome Aussie                       | Lauréat    |
| 2013  | Young Hollywood Awards 2013                    | Teen Cancer America Role Model Award | Lauréat    |
| 2013  | MTV EMA 2013                                   | Worldwide Act                        | Nomination |
| 2013  | MTV EMA 2013                                   | Best Australia Act                   | Lauréat    |
| 2013  | MTV EMA 2013                                   | Artist on the Rise                   | Nomination |